# Тиха, Ганс
Ганс Тиха (нем. Hans Ticha; род. 2 сентября 1940, Дечин, Протекторат Богемии и Моравии) — современный немецкий художник, график и иллюстратор.

## Жизнь и творчество
После изгнания семьи Тиха из Чехословакии в 1946 году Ганс с родителями жил в городе Шкойдиц, где в 1958 окончил школу. В 1958—1962 изучал педагогику, искусство и историю в университете Карла Маркса в Лейпциге. В 1962—1964 — на преподавательской работе в Линдентале близ Лейпцига, а в 1965 поступил в берлинскую Высшую школу искусств. Среди его учителей следует назвать Курта Роббеля, Вернера Клемке, Арно Мора. После окончания учёбы, в 1970—1990, жил в ГДР, в Берлине, работал как свободный художник и книжный иллюстратор. После объединения немецких государств в 1990 году переехал в Майнц, с 1993 живёт в Майнталь-Хохштадте близ Ханау.
Уже в 19-летнем возрасте начал создавать профессиональные книжные иллюстрации. Кроме этого, занимается живописью и графическим искусством. Работал практически для всех книжных издательств ГДР, а также для некоторых западногерманских, иллюстрировав более 90 книг.
Художественный стиль Г. Тиха относится к искусству поп-арт, его иногда называли «единственным поп-художником ГДР». Помимо поп-арта, художник своими учителями считал Фернана Леже, Вилли Баумейстера, Оскара Шлеммера, мастеров советского конструктивизма.
Работы Г. Тиха можно увидеть в музеях Берлина, Нюрнберга, Веймара, Бонна и др.

## Награды (избранное)
- 1961 Художественная премия за серию цветной графики Один день на Мансфельдской медеплавильне (следующая премия в 1965)
- 1968 Большой приз МОК за участие в спортивном биеннале в Барселоне
- 1972 и 1973 — награждение за «лучшие иллюстрации книги ГДР года». Этому следуют ещё 23 награды за «лучшие иллюстрации книги ГДР года» и 11 премий за «лучшую книжную обложку».
- 1982 Серебряная медаль Международной книжной выставки в Лейпциге
- 1989 Почётный диплом Международной книжной выставки в Лейпциге
- 1990 Участие в 44-м биеннале в Венеции
- 1998 Премия Вальтера Тильмана
- 2000 Премия фонда Книжного искусства

## Галерея
- Графические работы Г. Тиха
- Живопись Г. Тиха